# Щавінський Сергій Васильович
Сергій Васильович Щаві́нський (нар. 19 січня 1973, Новичка або Долина) — український волейбольний тренер, волейболіст, пасувальник (зв'язуючий), гравець і капітан збірної України, майстер спорту України міжнародного класу.

## Життєпис
Народився 19 січня 1973 року; за одними даними — у м. Долина, за іншими — у с. Новичка (обидвоє — Івано-Франківської области, нині — Україна.
Випускник Долинської СШ № 1.
Перший матч у вищій лізі України провів у складі ВК «Надзбруччя» Тернопіль, за який грав у 1994—1998 роках. Сезон 1998—1999 років провів у складі СК ВПС (Вінниця, тренер Микола Божемський). Також грав за клуби «Локомотив» Харків (1999—2005), «НОВА» Новокуйбишевськ (2005/06), «Факел» Івано-Франківськ (2006—?), «Динамо» Краснодар (2007/2008), «Нафтовик» (Оренбург, 2008—2009), білоруський «Шахтар» Солігорськ (2013—?, грав у російській Суперлізі; одноклубником був Андрій Левченко), казахстанські «Конденсат-Жайикмунай» (?—2013) та «Єсіль-СК» (2016/17, 2018/19, капітан команди та основний зв'язуючий), «МХП-Вінниця» (2017/18). У листопаді 2020 поповнив ряди друголігового ВК «Горіш» із Делятина, у складі якого став переможцем і кращим пасувальником першости Івано-Франківщини.
Граючий помічник тренера «МХП-Вінниця» (2017/18), граючий головний тренер ВК «Покуття» зі Снятина.
Був капітаном збірної України.

## Досягнення
Клубні
- володар Кубка топ-команд (2004),[19]
- чемпіон України 2001, 2002, 2003, 2004, 2005,
- володар Кубка України 2002, 2003, 2005[20].

Особисті
- кращий пасувальник (зв'язуючий) гравець фінальної частини розіграшу Кубка топ-команд (2004, Австрія)[10].

## Відзнаки
Майстер спорту України міжнародного класу.

## Сім'я
Дружина — з Росії, мають дочку, сина Вадима.